# 神明 (桶川市)
神明（しんめい）は、埼玉県桶川市の町名。現行行政地名は神明一丁目から二丁目。住居表示実施地区。郵便番号363-0014。

## 地理
埼玉県の中央地域（県央地域）で、桶川市南部の大宮台地上に位置する南北に細長い地域。河川などの水域は一切ない。北部で南や東、西部で高崎線を挟んで朝日と隣接し、高崎線および富士見通りが交差する対角線上に若宮が位置する。また、上尾市大字上や大字久保、大字中妻や原新町とも隣接する。地内は主に住宅地となっている。南部は土地区画整理事業が実施される前までは田畑（農地）が多く見られた。

## 歴史
- 1968年（昭和43年） - 桶川町大字桶川および大字町谷の各一部から住居表示を実施して神明一丁目〜二丁目が成立[5][4]。
- 1970年（昭和45年）11月3日 - 桶川町が市制施行し、桶川市の町丁となる[4][6]。
- 2000年（平成12年）9月22日 - 地区南部で神明土地区画整理が実施され、換地処分が完了する[7]。
- 2001年（平成13年）6月 - 地区北端を通る富士見通りの踏切が廃止され、アンダーパス化される[8]。

## 世帯数と人口
2022年（令和4年）1月1日現在の世帯数と人口は以下の通りである。
| 丁目       | 世帯数  | 人口    |
| ---------- | ------- | ------- |
| 神明一丁目 | 270世帯 | 557人   |
| 神明二丁目 | 325世帯 | 738人   |
| 計         | 595世帯 | 1,295人 |

## 小・中学校の学区
市立小・中学校に通う場合、学区は以下の通りとなる。
| 丁目       | 番地 | 小学校             | 中学校             |
| ---------- | ---- | ------------------ | ------------------ |
| 神明一丁目 | 全域 | 桶川市立朝日小学校 | 桶川市立桶川中学校 |
| 神明二丁目 | 全域 | 桶川市立朝日小学校 | 桶川市立桶川中学校 |

## 交通
地区の西端を高崎線が通るが駅は設置されていない。最寄り駅は高崎線北上尾駅で、地内に所在する神明公園からは徒歩5分の場所にある。
バス路線では地区内には路線バスが無く、コミュニティバスの桶川市内循環バス「べにばなGO」（東40系統）が運行され、そのバス停留所がある。

### 道路
- 埼玉県道164号鴻巣桶川さいたま線「旧中山道」 - 北部でかすめる
- 埼玉県道323号上尾環状線 - 南部でかすめる
- 富士見通り
- 神明ハナミズキ通り
- 神明サルスベリ通り

## 施設
- 桶川神明郵便局[4]
- 神明一丁目会館
- 諏訪雷電神社
- 神明公園（街区公園）[10]
- 原新町北公園（街区公園） - 上尾市管理の公園だが、敷地の北側のごく一部が桶川市神明に掛かる。